# Martin Wein (Journalist, 1925)
Martin Wein (* 9. Dezember 1925 in Beuthen; † 12. Juli 2010 in Lübeck) war ein deutscher Journalist, Übersetzer und Autor. Sein bekanntestes Werk ist Die Weizsäckers – Geschichte einer deutschen Familie.

## Leben
Martin Wein wurde am 9. Dezember 1925 in Oberschlesien geboren. Nach dem Abitur studierte er Mathematik, Physik und Volkswirtschaftslehre an der Martin-Luther-Universität in Halle (Saale) und an der Friedrich-Alexander-Universität in Erlangen. Ab 1954 war er journalistisch tätig und arbeitete als Redakteur für Tageszeitungen und Zeitschriften. Von 1966 an war er Autor der Illustrierten Stern und leitete Ressorts anderer Zeitschriften. Er war stellvertretender Chefredakteur des Hamburger Abendblatts und wurde  1976 zum Chefredakteur der Lübecker Nachrichten berufen. Diese Funktion hatte er bis 1985 inne. Seither arbeitete er als Autor meist historischer Werke. Seine Veröffentlichungen erschienen zum Teil auch auf Dänisch, Schwedisch und Serbokroatisch.
Martin Wein war verheiratet mit Liselotte Wein, geb. Kern, mit der er zunächst in München wohnte, wo die beiden gemeinsamen Söhne Thomas und Christian geboren wurden. 1975 zog die Familie nach Hamburg und von dort 1976 nach Lübeck, wo er bis zu seinem Tode lebte und arbeitete. Seine Ehefrau verstarb am 12. Mai 2005.

## Werke
- Ich kam, sah und schrieb – Augenzeugenberichte aus fünf Jahrtausenden. München 1964.
- Das war Martin Luther – Leben, Werk und Zeit des Reformators in Berichten aus erster Hand. Lübeck 1983.
- Die Weizsäckers – Geschichte einer deutschen Familie. Stuttgart 1988.
- Schicksalstage – Stationen der deutschen Geschichte. Stuttgart 1992.
- Willy Brandt – Das Werden eines Staatsmannes. Berlin 2003.